# Fryderyk Tadanier
Fryderyk Tadanier (ur. 18 stycznia 1892 w Kamionce Strumiłowej, zm. 1 listopada 1960 w Krakowie) – polski architekt, przedstawiciel modernizmu z elementami ekspresjonizmu.

## Życiorys
Był synem Abrahama Isaaka i Pepi Mager. Uczył się w Wyższej Szkole Realnej we Lwowie. Następnie podjął studia na Wydziale Budownictwa Lądowego Politechniki Lwowskiej. Ukończył je w 1915. Praktykował u Jana Lewickiego. Po wojnie został Generalnym Inspektorem Odbudowy Ministerstwa Robót Publicznych; pełnił tę funkcję do 1922. 
Związany był od początku lat 20. XX wieku z Krakowem. W tym okresie zaprojektował szereg budynków mieszkaniowych i użyteczności publicznej. Współpracował m.in. z Adolfem Szyszko-Bohuszem i Wacławem Krzyżanowskim. Kierował odbudową infrastruktury po katastrofie w Witkowicach. W 1927 uzyskał krakowską licencję koncesjonowanego budowniczego. Po otrzymaniu licencji otworzył własne przedsiębiorstwo architektoniczne. W latach 30. pracował również jako rzeczoznawca budowlany w Wieliczce i Krakowie. Wykładał w Państwowej Szkole Sztuk Zdobniczych i Przemysłu Artystycznego w latach 1935-1939. Należał do rady redakcyjnej czasopisma „Architekt”. Był członkiem ZAWK/SARP.
W czasie II wojny światowej ukrywał się poza Krakowem. W styczniu 1945 wrócił do miasta. W latach 1945–1948 prowadził biuro projektowe, jednocześnie pracował w Biurze Budowlanym ZUS. Od 1949 był naczelnym inżynierem Centralnego Biura Projektów Architektonicznych i Budowlanych, późniejszego Miastoprojektu, a od 1952 do 1959 pracował jako zastępca dyrektora Tadeusza Ptaszyckiego. Pracował w tym przedsiębiorstwie do śmierci. Od 1953 wykładał na krakowskiej ASP. Pochowany na cmentarzu Rakowickim w Krakowie (kwatera CD-płd.-4).

## Odznaczenia
- Złoty Krzyż Zasługi[1]
- Medal 10-lecia Odzyskanej Niepodległości[1]

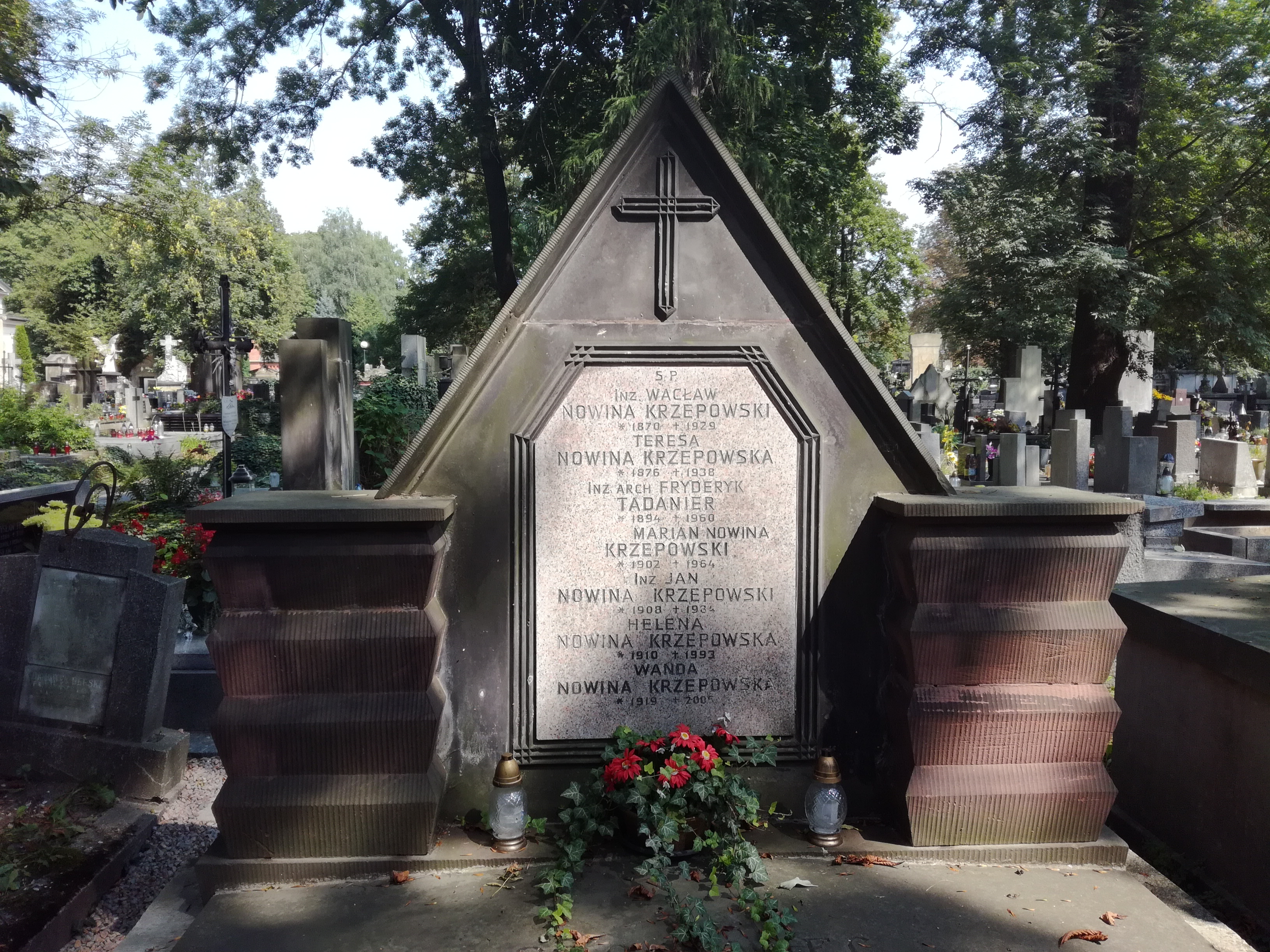
Grób Fryderyka Tadaniera na cmentarzu Rakowickim w Krakowie

## Dzieła
Wybrane realizacje:
- budynki poczty w Częstochowie (razem z Adolfem Szyszko-Bohuszem), Będzinie i Krynicy-Zdroju,
- dom czynszowy Będzikiewicza na rogu pl. Inwalidów 7-8 i al. Słowackiego 2, 1930-31
- budynek Komunalnej Kasy Oszczędności (zwany przed wojną „krakowskim drapaczem chmur”) przy placu Szczepańskim 5, 1936 (razem z Stefanem Strojkiem)
- budynek Wydziału Powiatowego na rogu al. Słowackiego 18a i ul. Łobzowskiej 44, 1935-36, (razem ze Stefanem Strojkiem),
- przebudowa Poczty Głównej przy ul. Wielopole 2, 1930-31,
- dom społeczny Wojewódzkiego Związku Międzykomunalnego Opieki Społecznej przy ulicy Praskiej, 1935-37,
- Osiedle Robotnicze na Dębnikach przy ul. Praskiej, 1935-39 (wg B. Zbroi pełnił tam jedynie obowiązki kierownika budowy, a projektantem był Stefan Piwowarczyk[3]),
- Kamienica Fabryki Ćmielów w Krakowie przy ul. Biskupiej 11 i ul. Sereno Fenn’a 2, 1937-1938,
- dom czynszowy przy ul. św. Marka 8 (Kamienica Pod Pszczółkami),
- przebudowa Teatru Bagatela, 1938,
- Fabryka Porcelany Boguchwała (obecnie Zakłady Porcelany Elektrotechnicznej „ZAPEL” w Boguchwale), 1938-1939[6],
- Kamienica Fabryki Ćmielów przy placu Matejki 2, 1938-1940,
- budynek poczty dworcowej, 1947
- budynek Zakładu Ubezpieczeń Społecznych przy ul. Pędzichów 27, 1947-48.

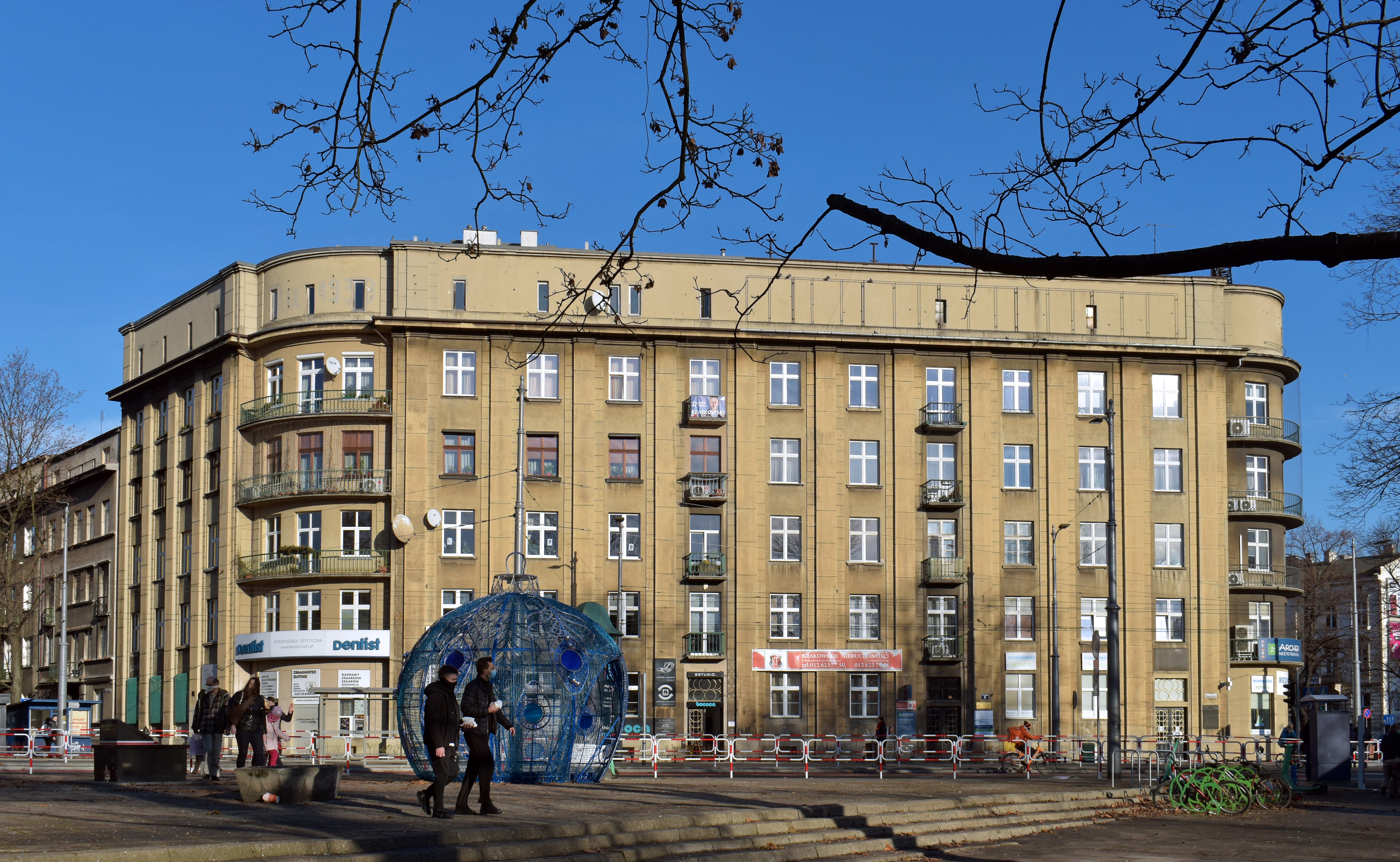
Kraków pl. Inwalidów 7-8 Kamienica Będzikiewicza, 1931
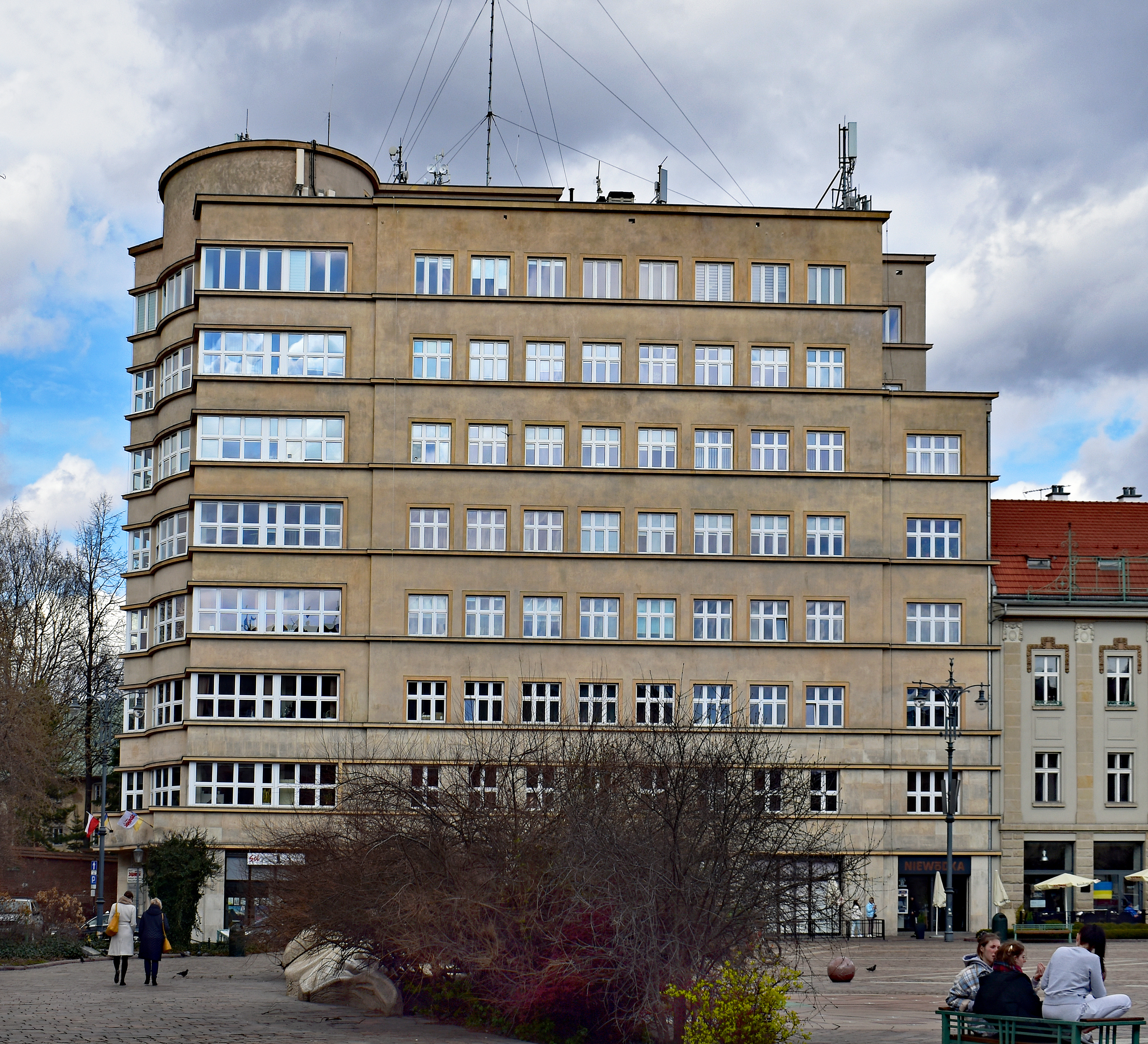
Kraków pl. Szczepański 5 Kamienica czynszowa KKOPK, 1932 (wspólnie ze Stefanem Strojkiem)
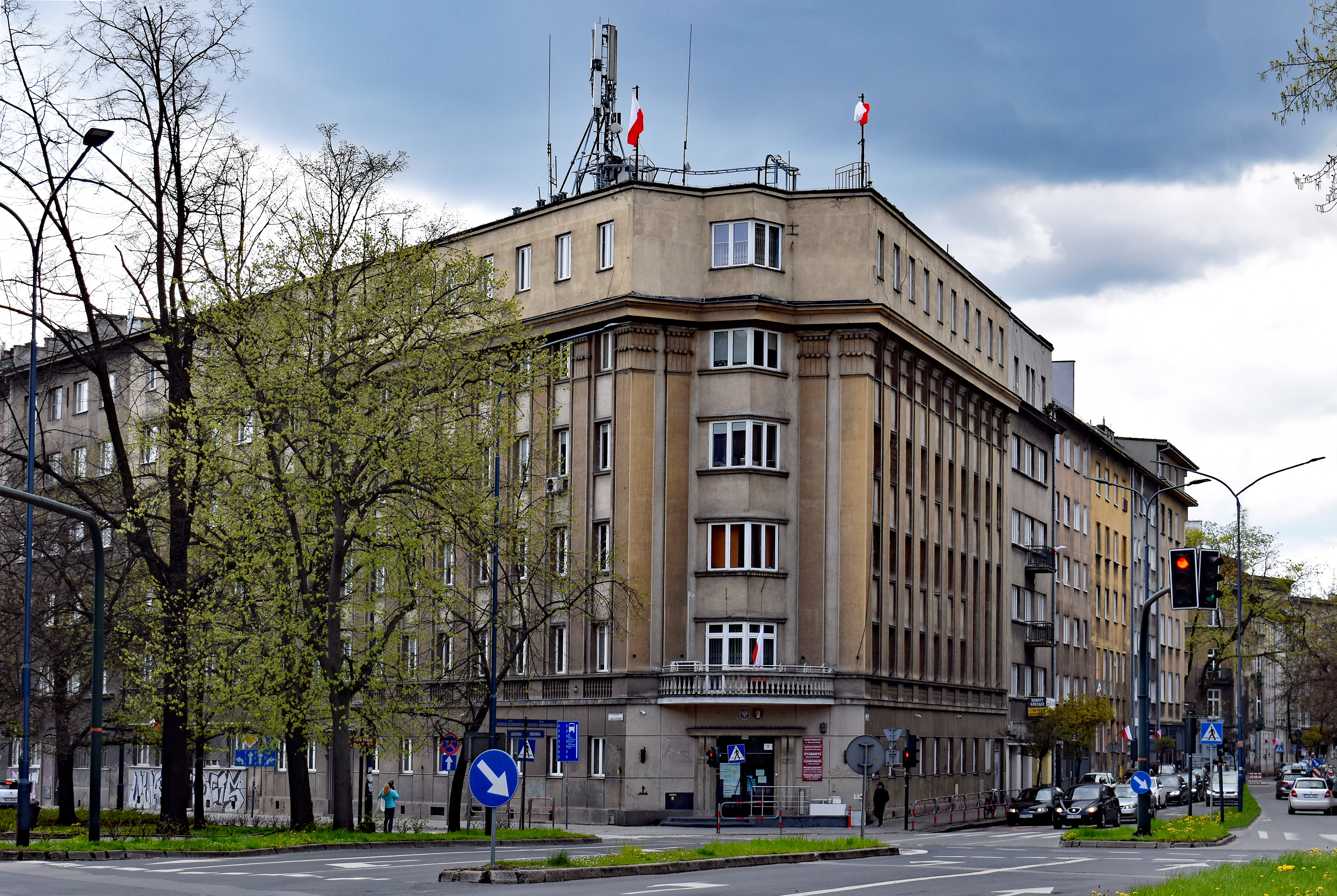
Kraków al. Słowackiego 18a-20 Starostwo powiatowe, 1935 (wspólnie ze Stefanem Strojkiem)
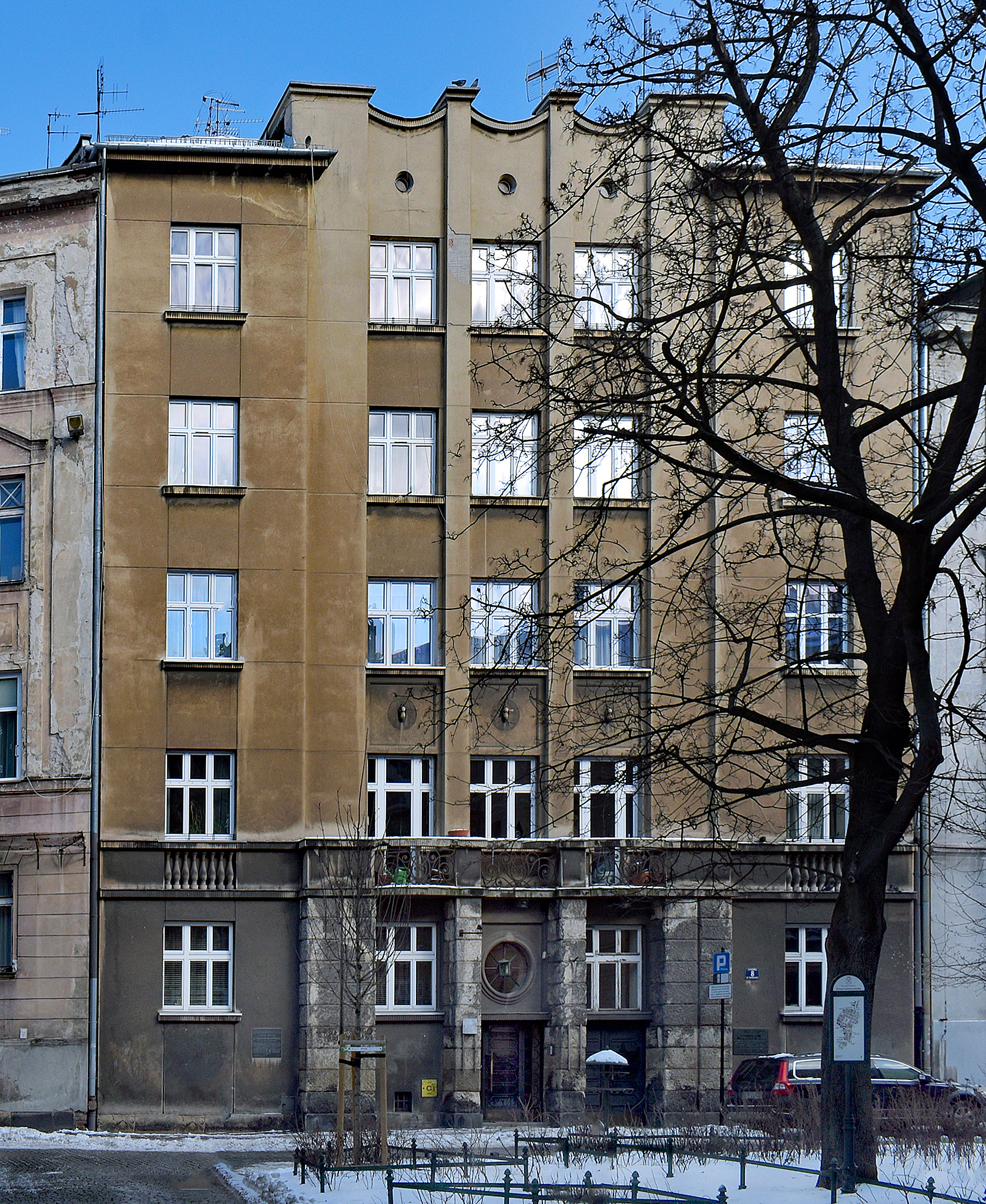
Kraków ul. św. Marka 8 Kamienica Pod Pszczółkami, 1937
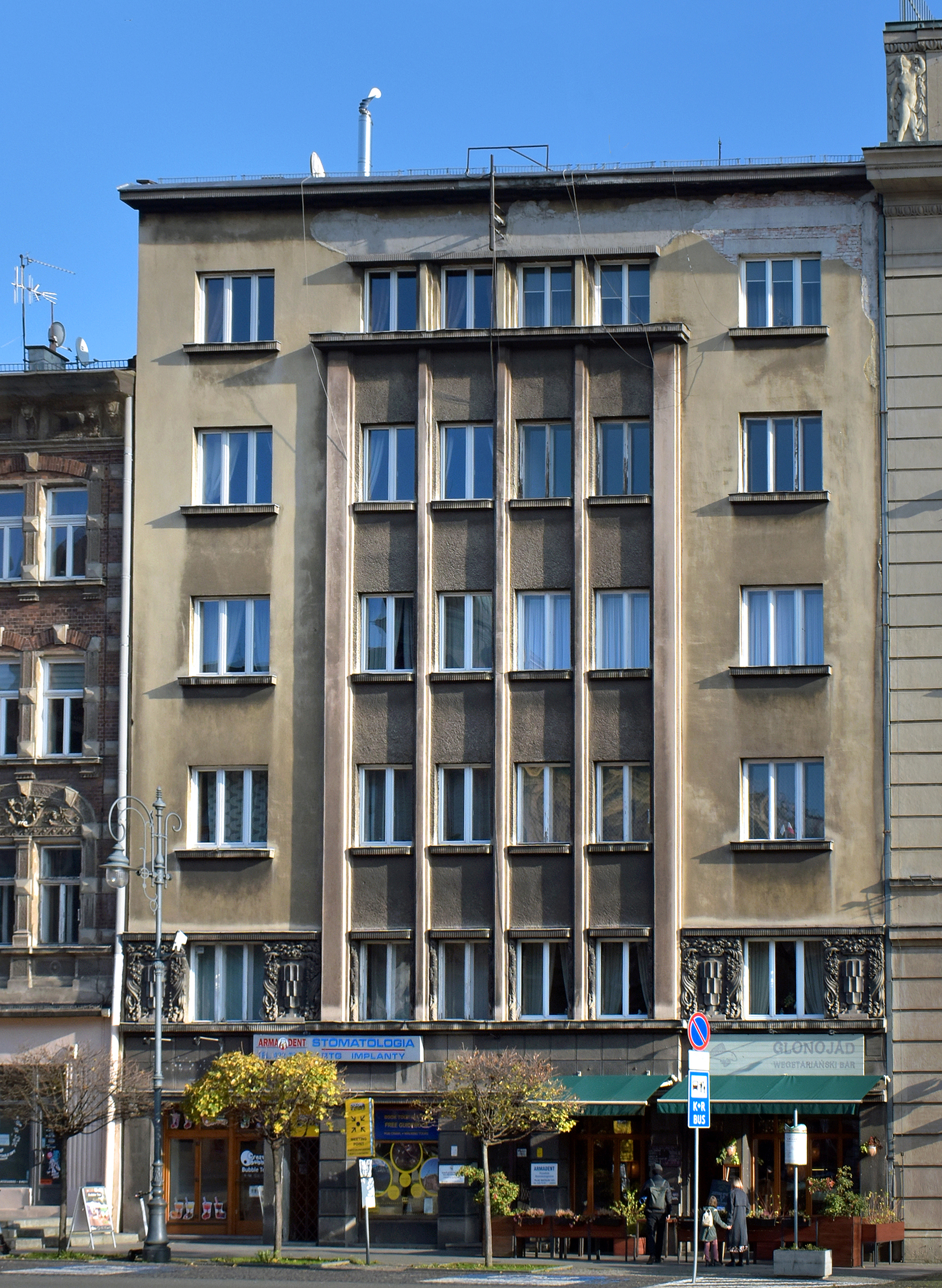
Kraków pl. Matejki 2 Kamienica, 1938